# برايان باتريك ريغان
برايان باتريك ريغان (بالإنجليزية: Brian Patrick Regan) هو جاسوس أمريكي، ولد في 23 أكتوبر 1962 في نيويورك في الولايات المتحدة.